# 诺内
诺内（義大利語：None），是意大利都灵省的一个市镇。总面积24平方公里，人口7912人，人口密度329.7人/平方公里（2009年）。ISTAT代码为001168。